# Morty Geist
Solomon Mortimer „Morty“ Geist (* 4. Januar 1928 in der Bronx, New York City; † 21. Oktober 2017) war ein US-amerikanischer Jazz- und Unterhaltungsmusiker (Tenorsaxophon, Klarinette).

## Leben und Wirken
Morty Geist besuchte die New Yorker Juilliard School of Music und erwarb den Master am Teachers’ College der Columbia University. Er arbeitete anschließend mit Art Mooney, bevor er ab 1950 in der Begleitband des Sängers Frankie Carle spielte. In den frühen 1950er-Jahren gehörte er ferner den Orchestern von Ralph Flanagan und Buddy Morrow an, mit denen er 1953 Platten aufnahm und im Raum New York tourte.  Geist war als Musikpädagoge und Supervisor of Performing Arts an öffentlichen Schulen tätig; zuletzt lebte er in Springfield, New Jersey.